# 63609 Françoisecolas
63609 Françoisecolas è un asteroide della fascia principale. Scoperto nel 2001, presenta un'orbita caratterizzata da un semiasse maggiore pari a 2,9887354 au e da un'eccentricità di 0,1035676, inclinata di 2,05468° rispetto all'eclittica.
L'asteroide era stato inizialmente battezzato 63609 Francoisecolas per poi essere corretto nella denominazione attuale.
L'asteroide è dedicato all'astronomo amatoriale francese Françoise Colas.